# 陇西西河滩遗址
陇西西河滩遗址，位于中国甘肃省陇西县，为一个省级文物保护单位，类型为古遗址。
陇西西河滩遗址的历史年代为周代。